# Вингапуровський газопереробний завод
Вингапуровський газопереробний завод – підприємство нафтогазової промисловості, яке діє у Тюменській області Росії за сім десятків кілометрів на схід від міста Ноябрьськ.
З 1990-го на Вингапуровському нафтогазоконденсатному родовищі діяла компресорна станція, на майданчику якої в 2009 – 2010 роках ввели в дію перше обладнання для переробки супутнього нафтового газу, що було здатне щорічно приймати 1,4 млрд м3 та вилучати 230 тисяч тон фракції С3+ (у російській термінології відома як широка фракція легких вуглеводнів, ШФЛУ). В 2012-му компресорну станцію офіційно перекласифікували на газопереробний завод, проектна потужність якого після запуску в 2016-му другої черги досягнула 4,2 млрд м3 на рік із вилученням до 695 тисяч тон ШФЛУ.
З самого початку Вингапурівський ГПЗ отримував супутній газ не лише з однойменного родовища, але й з розташованого за півсотні кілометрів північніше Вингаяхінського, де компресорна станція працювала ще з 1991 року. В межах проекту перетворення компресорної станції на ГПЗ через інфраструктуру Вингаяхінського також подали супутній газ Єти-Пурівського родовища. 
В межах проекту другої черги проклали газопровід довжиною 114 км від Вар’єганської компресорної станції, яка раніше подавала супутній газ лише на Білозерний та Нижньовартівський газопереробні заводи.
Товарний газ можливо відправляти по перемичці довжиною 63 км з діаметром 1420 мм до компресорної станції Вингапурівська на трасі системи Уренгой – Челябінськ (перемичку спорудили ще в 1970-х роках з початком розробки газового покладу Вингапурівського родовища). Для видачі ШФЛУ спорудили продуктопровід Вингапурівський ГПЗ – Ноябрьськ (через Ноябрськ проходить потужний продуктопровід Пуровськ – Ноябрьськ – Південний Балик – Тобольськ).
Наразі ГПЗ належить нафтохімічному холдингу «Сибур».